# إيرنيستو غالي
إيرنيستو غالي (بالإيطالية: Ernesto Galli)‏ هو لاعب كرة قدم إيطالي، ولد في 25 يوليو 1945 في أسياغو في إيطاليا، وتوفي في 29 نوفمبر 2020. لعب مع نادي أودينيزي ونادي بريشيا ونادي تشيزينا ونادي سبال.